# Nynorsk
Nynorsk (Na Uy mới) là một trong hai ngôn ngữ viết tiêu chuẩn trong tiếng Na Uy, ngôn ngữ còn lại là Bokmål. Ngôn ngữ chuẩn này được sáng tạo bởi Ivar Aasen vào giữa thế kỷ 19, nhằm tạo thêm sự lựa chọn bổ sung cho chữ viết tiếng Đan Mạch đang phổ biến ở Na Uy thời đó.
27% người Na Uy sử dụng cách viết bằng Nynorsk, phổ biến nhất là ở các hạt Rogaland, Hordaland, Sogn og Fjordane và Møre og Romsdal, chủ yếu nằm ở Tây Na Uy.

## Liên kết
- Noregs Mållag Noregs Mållag is the major organization promoting Nynorsk.
- Norsk Målungdom Lưu trữ ngày 1 tháng 4 năm 2005 tại Wayback Machine Norsk Målungdom is Noregs Mållag's youth organization.
- Ivar Aasen-tunet The Ivar Aasen Centre is a national centre for documenting and experiencing the Nynorsk written culture, and the only museum in the country devoted to Ivar Aasen's life and work.
- Norsk programvareblogg computer programmes in Nynorsk.
- Sidemålsrapport Lưu trữ ngày 24 tháng 7 năm 2011 tại Wayback Machine – report (in Bokmål) on the state of Nynorsk and Bokmål in Norwegian secondary schools.